# Doulaincourt-Saucourt
 Doulaincourt-Saucourt  es un poblado y comuna francesa, en la región de Champaña-Ardenas, departamento de Alto Marne, en el distrito de Saint-Dizier y cantón de Doulaincourt-Saucourt.

## Demografía
| 1152 | 1187 | 1242 | 1218 | 1135 | 1003 |
| Para los censos de 1962 a 1999 la población legal corresponde a la población sin duplicidades (Fuente: INSEE [Consultar]) |      |      |      |      |      |